# Вулиця Нагірна (Львів)
Вулиця Нагірна — вулиця у Шевченківському районі міста Львів, місцевість Старі Збоїща. Пролягає від траси М09 углиб забудови, завершується глухим кутом. Прилучаються два безіменних проїзди до вулиці Розточчя та безіменний проїзд до вулиці Мурованої.

## Історія та забудова
Вулиця виникла у 1950-х—1960-х роках, у 1962 році отримала сучасну назву.
Забудована одноповерховими садибами 1930-х—2000-х років.